# 에스타디오 누에보 아르캉헬
에스타디오 누에보 아르캉헬(Estadio Nuevo Arcángel)은 스페인 안달루시아 지방 코르도바에 위치한 다목적 경기장이다. 스페인의 축구 클럽 코르도바 CF의 홈구장이다.